# Ковальська башта
Ковальська башта — архітектурна пам'ятка національного значення в Україні в м. Кам'янець-Подільський, Хмельницька область.

## Історія
Комплекс було збудовано в 15 столітті на основі укріплення 13 століття. Він становить систему з п'яти башт та оборонних мурів, розташованих упоперек каньйону, ширина якого дорівнювала 180 м.

Ковальська башта

Деякі історики[які?] стверджують, що за свою 400-річну історію ворота жодного разу не ремонтувалися, хоча витримували сильні облоги і напади. Крім того, вони не раз піддавалися затопленню.
У 1955 році, коли обстежували ці пам'ятки, уцілілі башти колишньої споруди сприйняли як самостійні оборонні одиниці й назвали їх Ковальськими баштами.